# Peter Zezel
Peter Zezel, född 22 april 1965, död 26 maj 2009, var en kanadensisk professionell ishockeyforward som tillbringade 15 säsonger i den nordamerikanska ishockeyligan National Hockey League (NHL), där han spelade för Philadelphia Flyers, St. Louis Blues, Washington Capitals, Toronto Maple Leafs, Dallas Stars, New Jersey Devils och Vancouver Canucks. Han producerade 608 poäng (219 mål och 389 assists) samt drog på sig 435 utvisningsminuter på 873 grundspelsmatcher. Han spelade också på lägre nivåer för Albany River Rats i American Hockey League (AHL), Kalamazoo Wings i International Hockey League (IHL) och Toronto Marlboros i Ontario Hockey League (OHL).
Zezel draftades i andra rundan i 1983 års draft av Philadelphia Flyers som 41:a spelare totalt.
Han gjorde en cameoroll i 1986 års film Youngblood och var kusin till musikern Alex Lifeson som är gitarrist i musikgruppen Rush.
I oktober 2001 var Zezel nära att avlida på grund av att han drabbades av hemolytisk anemi men lyckades återhämta sig och blev friskförklarad. I början av 2009 fick han tillbaka hemolytisk anemin och fick genomgå kemoterapi och borttagning av mjälte. Efter operationen fick han svår huvudvärk som resulterade i att Zezel fick genomgå en andra operation, kirurgerna upptäckte då att han hade drabbats av hjärnblödning. Han hamnade i koma och låg i livsuppehållande behandling tills hans anhöriga beslutade att upphöra med det på grund av att Zezel ville donera sina organ till behövande. Han avled den 26 maj vid 44 års ålder.

## Statistik
| Källa: Utv = Utvisningsminuter | Källa: Utv = Utvisningsminuter | Källa: Utv = Utvisningsminuter |             | Grundserie  | Grundserie  | Grundserie  | Grundserie  | Grundserie  |             | Slutspel    | Slutspel    | Slutspel    | Slutspel    | Slutspel |
| Säsong                         | Lag                            | Liga                           | Matcher     | Mål         | Assist      | Poäng       | Utv         | Matcher     | Mål         | Assist      | Poäng       | Utv         |             |          |
| ------------------------------ | ------------------------------ | ------------------------------ | ----------- | ----------- | ----------- | ----------- | ----------- | ----------- | ----------- | ----------- | ----------- | ----------- | ----------- | -------- |
| 1981–1982                      | Don Mills Flyers               | GTHL                           | 40          | 43          | 51          | 94          | 36          | —           | —           | —           | —           | —           |             |          |
| 1982–1983                      | Toronto Marlboros              | OHL                            | 66          | 35          | 39          | 74          | 28          | 4           | 2           | 4           | 6           | 0           |             |          |
| 1983–1984                      | Toronto Marlboros              | OHL                            | 68          | 47          | 86          | 133         | 31          | 9           | 7           | 5           | 12          | 4           |             |          |
| 1984–1985                      | Philadelphia Flyers            | NHL                            | 65          | 15          | 46          | 61          | 26          | 19          | 1           | 8           | 9           | 28          |             |          |
| 1985–1986                      | Philadelphia Flyers            | NHL                            | 79          | 17          | 37          | 54          | 86          | 5           | 3           | 1           | 4           | 4           |             |          |
| 1986–1987                      | Philadelphia Flyers            | NHL                            | 71          | 33          | 39          | 72          | 71          | 25          | 3           | 10          | 13          | 10          |             |          |
| 1987–1988                      | Philadelphia Flyers            | NHL                            | 69          | 22          | 35          | 57          | 42          | 7           | 3           | 2           | 5           | 7           |             |          |
| 1988–1989                      | Philadelphia Flyers            | NHL                            | 26          | 4           | 13          | 17          | 15          | —           | —           | —           | —           | —           |             |          |
|                                | St. Louis Blues                | NHL                            | 52          | 17          | 36          | 53          | 27          | 10          | 6           | 6           | 12          | 4           |             |          |
| 1989–1990                      | St. Louis Blues                | NHL                            | 73          | 25          | 47          | 72          | 30          | 12          | 1           | 7           | 8           | 4           |             |          |
| 1990–1991                      | Washington Capitals            | NHL                            | 20          | 7           | 5           | 12          | 10          | —           | —           | —           | —           | —           |             |          |
|                                | Toronto Maple Leafs            | NHL                            | 32          | 14          | 14          | 28          | 4           | —           | —           | —           | —           | —           |             |          |
| 1991–1992                      | Toronto Maple Leafs            | NHL                            | 64          | 16          | 33          | 49          | 26          | —           | —           | —           | —           | —           |             |          |
| 1992–1993                      | Toronto Maple Leafs            | NHL                            | 70          | 12          | 23          | 35          | 24          | 20          | 2           | 1           | 3           | 6           |             |          |
| 1993–1994                      | Toronto Maple Leafs            | NHL                            | 41          | 8           | 8           | 16          | 10          | 18          | 2           | 4           | 6           | 8           |             |          |
| 1994–1995                      | Dallas Stars                   | NHL                            | 30          | 6           | 5           | 11          | 19          | 3           | 1           | 0           | 1           | 0           |             |          |
|                                | Kalamazoo Wings                | IHL                            | 2           | 0           | 0           | 0           | 0           | —           | —           | —           | —           | —           |             |          |
| 1995–1996                      | St. Louis Blues                | NHL                            | 57          | 8           | 13          | 21          | 12          | 10          | 3           | 0           | 3           | 2           |             |          |
| 1996–1997                      | St. Louis Blues                | NHL                            | 35          | 4           | 9           | 13          | 12          | —           | —           | —           | —           | —           |             |          |
|                                | New Jersey Devils              | NHL                            | 18          | 0           | 3           | 3           | 4           | 2           | 0           | 0           | 0           | 10          |             |          |
| 1997–1998                      | New Jersey Devils              | NHL                            | 5           | 0           | 3           | 3           | 0           | —           | —           | —           | —           | —           |             |          |
|                                | Albany River Rats              | AHL                            | 35          | 13          | 37          | 50          | 18          | —           | —           | —           | —           | —           |             |          |
|                                | Vancouver Canucks              | NHL                            | 25          | 5           | 12          | 17          | 2           | —           | —           | —           | —           | —           |             |          |
| 1998–1999                      | Vancouver Canucks              | NHL                            | 41          | 6           | 8           | 14          | 16          | —           | —           | —           | —           | —           |             |          |
| 1999–2002                      | Spelade ej.                    | Spelade ej.                    | Spelade ej. | Spelade ej. | Spelade ej. | Spelade ej. | Spelade ej. | Spelade ej. | Spelade ej. | Spelade ej. | Spelade ej. | Spelade ej. | Spelade ej. |          |
| 2002–2003                      | Cambridge Hornets              |                                | 8           | 5           | 4           | 9           | 0           | —           | —           | —           | —           | —           |             |          |
| 2003–2004                      | Cambridge Hornets              |                                | 18          | 7           | 17          | 24          | 16          | —           | —           | —           | —           | —           |             |          |
| 2004–2005                      | Cambridge Hornets              |                                | 4           | 0           | 6           | 6           | 2           | —           | —           | —           | —           | —           |             |          |
| NHL totalt                     | NHL totalt                     | NHL totalt                     | 873         | 219         | 389         | 608         | 435         | 131         | 25          | 39          | 64          | 83          |             |          |
| OHL totalt                     | OHL totalt                     | OHL totalt                     | 145         | 82          | 125         | 207         | 59          | 13          | 9           | 9           | 18          | 4           |             |          |